# Гамильтон (Невада)
Гамильтон (англ. Hamilton) — покинутый город в округе Уайт-Пайн, штат Невада, США. Расположен к востоку от города Эли, около горы Гамильтон. История города довольно типична для горнодобывающих районов Невады — бурный рост во время открытия и развития месторождений, такой же быстрый спад после их истощения или нерентабельности.
Серебряную руду нашли около Треже Хилл в конце 1867 года. По легенде, первым человеком нашедшим серебро был А. Лизерс. Как-то ночью он проснулся от шума, вызванного прокравшимся индейцем, поедающим его припасы. Лизерс сразу же выгнал незваного гостя, но спустя несколько дней тот вернулся, принеся с собой кусок серебра как плату за еду. После того, как индеец показал то место, где он взял кусок, Лизерс и обнаружил одно из месторождений серебра, положив начало Уайт-Пайнскому горнодобывающему району.
Первые шахтёры, из-за нехватки материалов, проживали в пещерах вокруг Треже Хилл, отчего их лагерь и получил своё прозвище — Кейв Сити (англ. Cave — пещера). В мае 1868 года у подножия Треже Хилл было заложено поселение, названное именем одного из основателей, Гамильтоном.
Богатые серебряные месторождения быстро сделали Гамильтон довольно крупным, по местным меркам, городом, — уже к лету 1869 года его население составляло около 12000 человек, только салунов насчитывалось около сотни, также выходила своя газета The Daily Inland Empire. В округе работало около 200 компаний. Гамильтон стал первой столицей округа Уайт-Пайн.

## Закат Гамильтона
Со временем серебряные месторождения около Гамильтона начали истощаться, горнодобывающие компании, а вместе с ними и жители, начали покидать округу. В 1873 году владелец табачной лавки устроил поджог с целью получения страховки, а чтобы имущество сгорело полностью, перекрыл водоснабжение города. Огонь, быстро перебросившийся на соседние строения, уничтожил значительную часть города. Случившийся в 1885 году второй пожар лишь окончательно завершил превращение Гамильтона в заброшенный город. После пожара столицей округа стал Эли.